# Pseudozyma aphidis
Pseudozyma aphidis är en svampart som först beskrevs av Henninger & Windisch, och fick sitt nu gällande namn av Boekhout 1995. Pseudozyma aphidis ingår i släktet Pseudozyma och familjen Ustilaginaceae.   Inga underarter finns listade i Catalogue of Life.